# Campeonato Europeu Júnior de Atletismo de 2015
O Campeonato Europeu Júnior de Atletismo de 2015 foi a 23ª edição do torneio organizada pela Associação Europeia de Atletismo para atletas com menos de vinte anos, classificados como Júnior. O evento foi realizado no Estádio Ekängens Friidrottsarena em Eskilstuna na Suécia, entre 16 e 19 de julho de 2015. Foram disputadas 44 provas sendo quebrados 4 recordes do campeonato e tendo como destaque a Grã Bretanha com 17 medalhas no total, sendo 11 de ouro.

## Resultados
Esses foram os resultados do campeonato. 

### Masculino
| Evento                          | Ouro                                                                                  | Ouro           | Prata                                                                            | Prata     | Bronze                                                                            | Bronze    |
| ------------------------------- | ------------------------------------------------------------------------------------- | -------------- | -------------------------------------------------------------------------------- | --------- | --------------------------------------------------------------------------------- | --------- |
| 100 m                           | Ojie Edoburun · Grã-Bretanha                                                          | 10.36          | Joseph Dewar · Grã-Bretanha                                                      | 10.46     | Emil von Barth · Suécia                                                           | 10.64     |
| 200 m                           | Tommy Ramdhan · Grã-Bretanha                                                          | 20.57          | Elliot Powell · Grã-Bretanha                                                     | 20.72     | Even Meinseth · Noruega                                                           | 20.94     |
| 400 m                           | Benjamin Lobo Vedel · Dinamarca                                                       | 46.48          | Karsten Warholm · Noruega                                                        | 46.50     | Batuhan Altıntaş · Turquia                                                        | 46.95     |
| 800 m                           | Kyle Langford · Grã-Bretanha                                                          | 1:48.99        | Konstantin Tolokonnikov · Rússia                                                 | 1:49.00   | Mateusz Borkowski · Polónia                                                       | 1:49.21   |
| 1.500 m                         | Josh Kerr · Grã-Bretanha                                                              | 3:49.62        | Baptiste Mischler · França                                                       | 3:49.88   | Andriy Aliksiychuk · Ucrânia                                                      | 3:50.22   |
| 5.000 m                         | Alex George · Grã-Bretanha                                                            | 14:34.42       | Simon Debognies · Bélgica                                                        | 14:34.67  | Yemaneberhan Crippa · Itália                                                      | 14:35.39  |
| 10.000 m                        | Pietro Riva · Itália                                                                  | 30:20.45       | Fabian Gering · Alemanha                                                         | 30:20.69  | Dieter Kersten · Bélgica                                                          | 30:21.85  |
| 110 m com barreiras             | Kamil Salimullin · Rússia                                                             | 13.60          | Florian Lickteig · Alemanha                                                      | 13.64     | Henrik Hannemann · Alemanha                                                       | 13.67     |
| 400 m com barreiras             | Victor Coroller · França                                                              | 50.53          | Joshua Abuaku · Alemanha                                                         | 51.46     | Dominik Hufnagl · Áustria                                                         | 51.74     |
| 3.000 m com obstáculo           | Yohanes Chiappinelli · Itália                                                         | 8:47.58        | Patrick Karl · Alemanha                                                          | 8:54.10   | Balázs Juhász · Hungria                                                           | 8:58.11   |
| Revezamento 4 x 100 metros      | Suécia · Emil von Barth · Austin Hamilton · Thobias Nilsson Montler · Gustav Kjell    | 39.73 NJR      | Polónia · Artur Wasilewski · Przemysław Adamski · Krzysztof Wróbel · Eryk Hampel | 40.00     | França · Nans André · Maxime Gardès · Dylan Barbier · Amaury Golitin              | 40.02     |
| Revezamento 4 x 400 metros      | Rússia · Andrey Yefremov · Andrey Kukharenko · Konstantin Tolokonnikov · Ilya Krasnov | 3:08.35        | Itália · Giuseppe Leonardi · Leonardo Vanzo · Simone Serafini · Daniele Corsa    | 3:10.04   | Alemanha · Constantin Schmidt · Pascal Unbehaun · Jaakkima Rösler · Aleksi Rösler | 3:10.12   |
| 10 km marcha atlética           | Diego García · Espanha                                                                | 40:05.21 WJL   | Vladislav Saraykin · Rússia                                                      | 40:59.28  | Pablo Oliva · Espanha                                                             | 41:00.73  |
| Salto em altura                 | Jonas Kløjgård Jensen · Dinamarca                                                     | 2.23           | Dawid Wawrzyniak · Polónia                                                       | 2.23      | Oleksandr Barannikov · Ucrânia                                                    | 2.19      |
| Salto com vara                  | Adam Hague · Grã-Bretanha                                                             | 5.50           | Niko Koskinen · Finlândia                                                        | 5.35      | Alioune Sene · França                                                             | 5.30 =    |
| Salto em distância              | Anatoliy Ryapolov · Rússia                                                            | 7.96           | Jacob Fincham-Dukes · Grã-Bretanha                                               | 7.75      | Filippo Randazzo · Itália                                                         | 7.74      |
| Salto triplo                    | Nazim Babayev · Azerbaijão                                                            | 17.04 , NJR    | Tobia Bocchi · Itália                                                            | 16.51     | Pavlo Beznits · Ucrânia                                                           | 16.10     |
| Arremesso de peso (6 kg)        | Konrad Bukowiecki · Polónia                                                           | 22.62 , NJR    | Andrei Toader · Roménia                                                          | 20.78     | Sebastiano Bianchetti · Itália                                                    | 20.71 NJR |
| Arremesso de disco (1,75 kg)    | Bartłomiej Stój · Polónia                                                             | 68.02 , NJR    | Martin Marković · Croácia                                                        | 67.11     | Henning Prüfer · Alemanha                                                         | 64.18     |
| Lançamento de martelo (6,00 kg) | Bence Halász · Hungria                                                                | 79.60          | Miguel Alberto Blanco · Espanha                                                  | 79.05     | Matija Gregurić · Croácia                                                         | 77.35     |
| Arremesso de dardo (800 g)      | Matija Muhar · Eslovênia                                                              | 79.20 NJR, WJL | Simon Litzell · Suécia                                                           | 78.34     | Edis Matusevičius · Lituânia                                                      | 77.48     |
| Decatlo                         | Jan Doležal · Chéquia                                                                 | 7929 pts.      | Karsten Warholm · Noruega                                                        | 7764 pts. | Maksim Andraloits · Bielorrússia                                                  | 7717 pts. |

### Feminino
| Evento                          | Ouro                                                                                     | Ouro               | Prata                                                                            | Prata       | Bronze                                                                                          | Bronze    |
| ------------------------------- | ---------------------------------------------------------------------------------------- | ------------------ | -------------------------------------------------------------------------------- | ----------- | ----------------------------------------------------------------------------------------------- | --------- |
| 100 m                           | Ewa Swoboda · Polónia                                                                    | 11.52              | Lisa Mayer · Alemanha                                                            | 11.64       | Kristina Sivkova · Rússia                                                                       | 11.68     |
| 200 m                           | Gina Lückenkemper · Alemanha                                                             | 22.41              | Shannon Hylton · Grã-Bretanha                                                    | 22.73       | Maroussia Pare · França                                                                         | 23.05     |
| 400 m                           | Laviai Nielsen · Grã-Bretanha                                                            | 52.58              | Cheriece Hylton · Grã-Bretanha                                                   | 53.16       | Anastasiya Bednova · Rússia                                                                     | 53.27     |
| 800 m                           | Renée Eykens · Bélgica                                                                   | 2:02.83            | Sarah Schmidt · Alemanha                                                         | 2:04.55     | Aníta Hinriksdóttir · Islândia                                                                  | 2:05.04   |
| 1.500 m                         | Bobby Clay · Grã-Bretanha                                                                | 4:17.91            | Amy Griffiths · Grã-Bretanha                                                     | 4:20.41     | Konstanze Klosterhalfen · Alemanha                                                              | 4:20.84   |
| 3.000 m                         | Alina Reh · Alemanha                                                                     | 9:12.29            | Célia Antón · Espanha                                                            | 9:16.36     | Anna-Emilie Møller · Dinamarca                                                                  | 9:17.36   |
| 5.000 m                         | Alina Reh · Alemanha                                                                     | 16:02.01           | Anna-Emilie Møller · Dinamarca                                                   | 16:07.43    | Carmela Cardama · Espanha                                                                       | 16:23.81  |
| 100 m com barreiras             | Elvira Herman · Bielorrússia                                                             | 13.15              | Luca Kozák · Hungria                                                             | 13.20       | Laura Valette · França                                                                          | 13.21     |
| 400 m com barreiras             | Nenah De Coninck · Bélgica                                                               | 57.85              | Inge Drost · Países Baixos                                                       | 57.88       | Ayomide Folorunso · Itália                                                                      | 58.44     |
| 3.000 m com obstáculo           | Sümeyye Erol · Turquia                                                                   | 10:19.15           | Carolina Johnsson · Suécia                                                       | 10:28.31    | Alisa Vainio · Finlândia                                                                        | 10:30.83  |
| Revezamento 4 x 100 metros      | Grã-Bretanha · Shannon Malone · Shannon Hylton · Charlotte McLennaghan · Imani Lansiquot | 44.18              | Polónia · Weronika Błażek · Zuzanna Kaniecka · Karolina Ciesielska · Ewa Swoboda | 45.28       | França · Caroline Chaillou · Cynthia Leduc · Maroussia Paré · Floriane Gnafoua                  | 45.35     |
| Revezamento 4 x 400 metros      | Grã-Bretanha · Cheriece Hylton · Lina Nielsen · Lily Beckford · Laviai Nielsen           | 3:34.36            | Itália · Alice Mangione · Virginia Troiani · Federica Putti · Ayomide Folorunso  | 3:37.45 NJR | Rússia · Anastasiya Kudryavtseva · Yuliya Kondrashkina · Valeriya Tsaplina · Anastasiya Bednova | 3:37.57   |
| 10 km marcha atlética           | Klavdiya Afanasyeva · Rússia                                                             | 43:36.88           | Olga Shargina · Rússia                                                           | 44:01.08    | Mariya Losinova · Rússia                                                                        | 44:07.44  |
| Salto em altura                 | Morgan Lake · Grã-Bretanha                                                               | 1.91               | Nawal Meniker · França                                                           | 1.86        | Ellen Ekholm · Suécia                                                                           | 1.83      |
| Salto com vara                  | Angelica Moser · Suíça                                                                   | 4.35               | Alyona Lutkovskaya · Rússia                                                      | 4.20        | Kamila Przybyła · Polónia                                                                       | 4.20      |
| Salto em distância              | Florentina Marincu · Roménia                                                             | 6.78               | Anna Bühler · Alemanha                                                           | 6.55        | Fatima Diame · Espanha                                                                          | 6.55      |
| Salto Triplo                    | Valentina Kosolapova · Rússia                                                            | 13.27              | Kristina Malaya · Rússia                                                         | 13.25       | Florentina Marincu · Roménia                                                                    | 13.08     |
| Arremesso de peso (4 kg)        | Emel Dereli · Turquia                                                                    | 18.40              | Claudine Vita · Alemanha                                                         | 17.13       | Alyona Bugakova · Rússia                                                                        | 16.81     |
| Arremesso de disco (1,00 kg)    | Claudine Vita · Alemanha                                                                 | 57.47              | Veronika Domjan · Eslovênia                                                      | 56.63       | Anastasiya Vityugova · Rússia                                                                   | 54.21     |
| Lançamento de martelo (4,00 kg) | Audrey Ciofani · França                                                                  | 67.20              | Beatrice Nedberge Llano · Noruega                                                | 64.76       | Katarzyna Furmanek · Polónia                                                                    | 63.80     |
| Lançamento de dardo (600 g)     | Maria Andrejczyk · Polónia                                                               | 59.73              | Anete Kociņa · Letônia                                                           | 58.88       | Aleksandra Ostrowska · Polónia                                                                  | 56.24     |
| Heptatlo                        | Caroline Agnou · Suíça                                                                   | 6123 pts. NJR, WJR | Hanne Maudens · Bélgica                                                          | 5720 pts.   | Louisa Grauvogel · Alemanha                                                                     | 5704 pts. |

## Quadro de medalhas

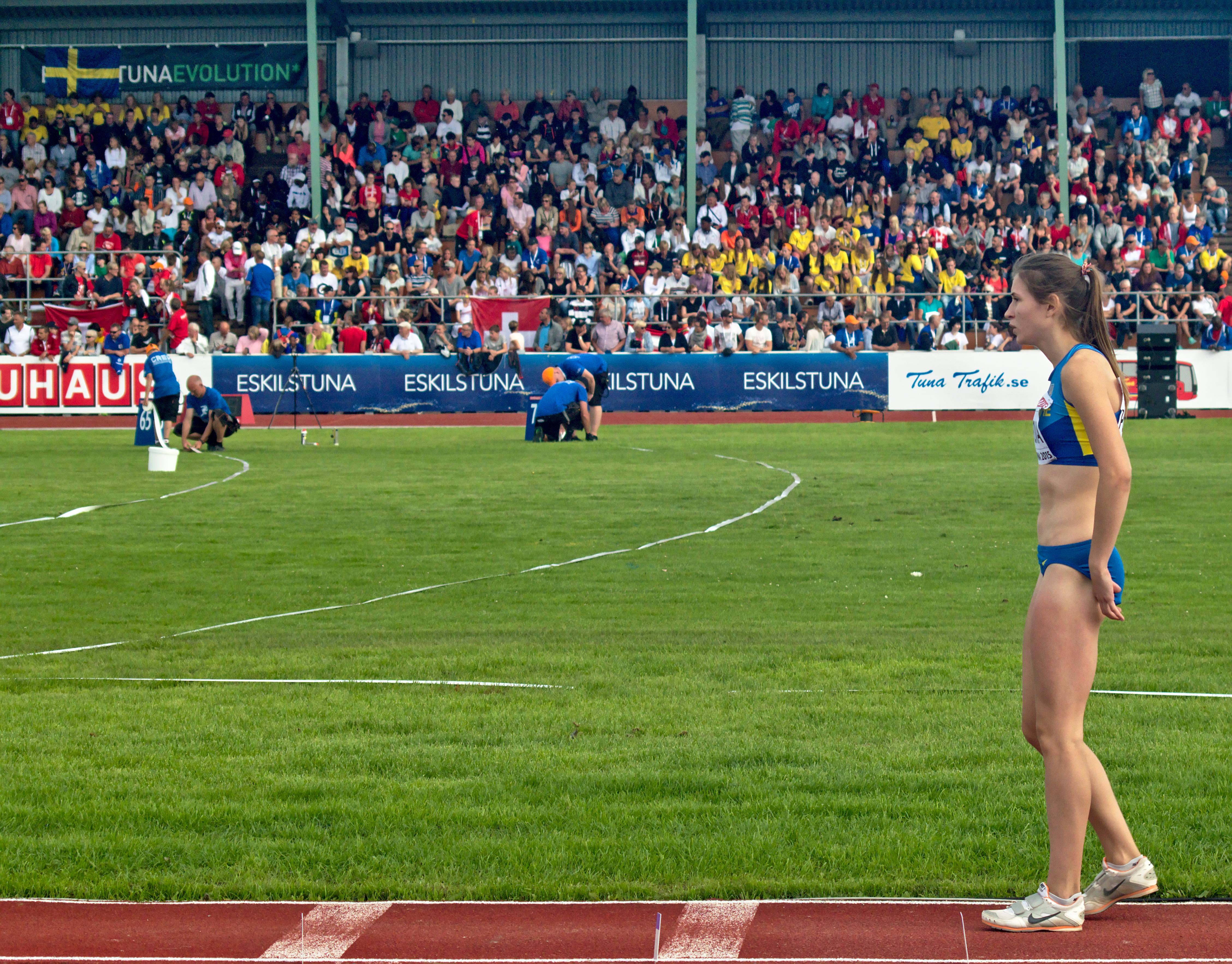
Salto triplo feminino em andamento

| Ordem | País          | Medalha de ouro | Medalha de prata | Medalha de bronze | Total |
| ----- | ------------- | --------------- | ---------------- | ----------------- | ----- |
| 1     | Grã-Bretanha  | 11              | 6                | 0                 | 17    |
| 2     | Rússia        | 5               | 5                | 6                 | 16    |
| 3     | Alemanha      | 4               | 8                | 5                 | 17    |
| 4     | Polónia       | 4               | 3                | 4                 | 13    |
| 5     | Itália        | 2               | 3                | 4                 | 9     |
| 6     | França        | 2               | 2                | 5                 | 9     |
| 7     | Bélgica       | 2               | 2                | 1                 | 5     |
| 8     | Dinamarca     | 2               | 1                | 1                 | 4     |
| 9     | Turquia       | 2               | 0                | 1                 | 3     |
| 10    | Suíça         | 2               | 0                | 0                 | 2     |
| 11    | Espanha       | 1               | 2                | 3                 | 6     |
| 12    | Suécia        | 1               | 2                | 2                 | 5     |
| 13=   | Hungria       | 1               | 1                | 1                 | 3     |
| 13=   | Roménia       | 1               | 1                | 1                 | 3     |
| 15    | Eslovênia     | 1               | 1                | 0                 | 2     |
| 16    | Bielorrússia  | 1               | 0                | 1                 | 2     |
| 17=   | Azerbaijão    | 1               | 0                | 0                 | 1     |
| 17=   | Chéquia       | 1               | 0                | 0                 | 1     |
| 19    | Noruega       | 0               | 3                | 1                 | 4     |
| 20=   | Croácia       | 0               | 1                | 1                 | 2     |
| 20=   | Finlândia     | 0               | 1                | 1                 | 2     |
| 22=   | Letônia       | 0               | 1                | 0                 | 1     |
| 22=   | Países Baixos | 0               | 1                | 0                 | 1     |
| 24    | Ucrânia       | 0               | 0                | 3                 | 3     |
| 25=   | Islândia      | 0               | 0                | 1                 | 1     |
| 25=   | Lituânia      | 0               | 0                | 1                 | 1     |
| 25=   | Áustria       | 0               | 0                | 1                 | 1     |
|       | Total         | 44              | 44               | 44                | 132   |

Legenda
| Recorde mundial       | Recorde mundial (World record)               |                       | Recorde africano                      | Recorde africano (African) |                                           | Q | Classificado por posição (Qualified) |
| Recorde do campeonato | Recorde do campeonato (Championship record)  | Recorde da América    | Recorde da América (Americas)         | q                          | Classificado por melhor tempo (Qualified) |   |                                      |
| Melhor marca do ano   | Melhor marca do ano (World leading)          | Recorde asiático      | Recorde asiático (Asian)              | DNS                        | Não largou (Did not start)                |   |                                      |
| Recorde nacional      | Recorde nacional (National record)           | Recorde europeu       | Recorde europeu (European)            | DNF                        | Não terminou (Did not finish)             |   |                                      |
| Recorde pessoal       | Recorde pessoal do atleta (Personal best)    | Recorde da Oceania    | Recorde da Oceania (Oceania)          | DSQ / DQ                   | Desclassificado (Disqualified)            |   |                                      |
| Recorde da temporada  | Recorde da temporada do atleta (Season best) | Recorde sul-americano | Recorde sul-americano (South America) | NM                         | Sem marca (No mark)                       |   |                                      |